# Rathaus (Freising)

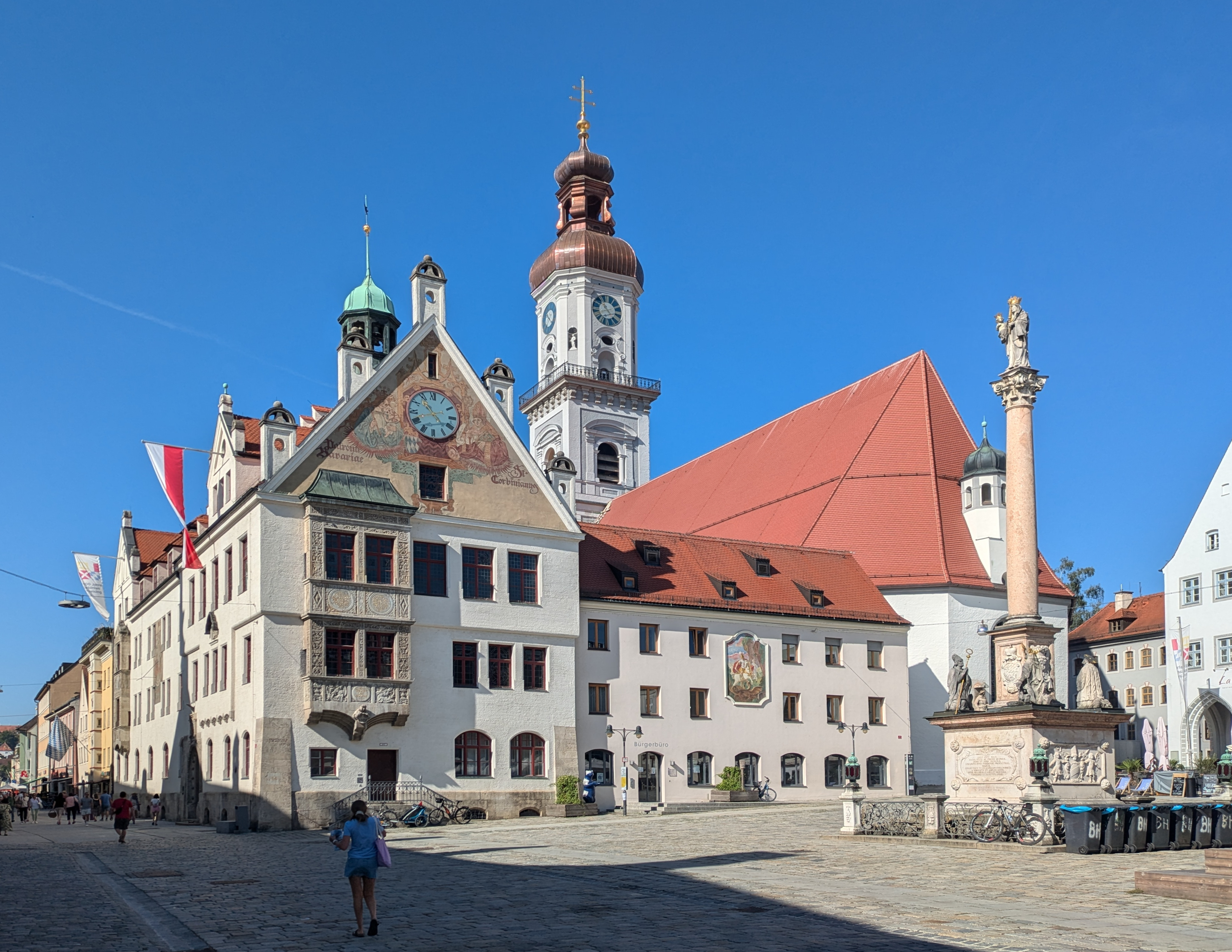
Rathaus und St. Georg

Das Rathaus von Freising ist Sitz der Stadtverwaltung. Der historische Bau wurde 1904/05 nach Plänen von Günther Blumentritt an der Westseite des Marienplatzes errichtet, inmitten der Freisinger Altstadt. Nördlich liegt die Stadtpfarrkirche St. Georg schräg gegenüber im Südosten das Asamgebäude.

## Vorgängerbauten

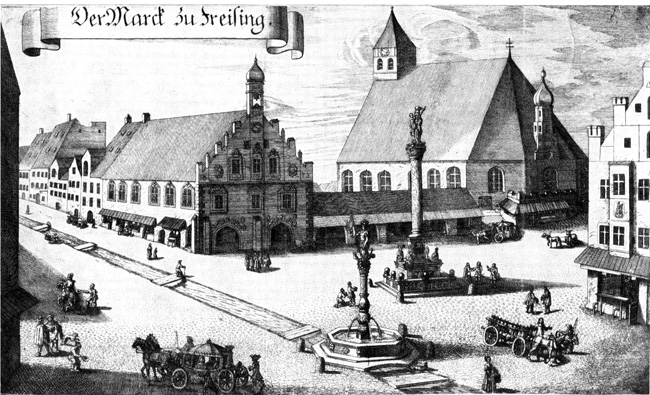
Marienplatz um 1681 (Kupferstich Michael Wening)

Die erste Erwähnung eines Rathauses stammt aus dem Jahr 1468. Im Erdgeschoss des Gebäudes befand sich die Freisinger Schranne und einige Geschäfte. Neben der Nutzung durch die Stadtverwaltung dienten die Sitzungssäle auch anderen Veranstaltungen. Zeitweise wurden hier auch Schulklassen unterrichtet. Im Rathaus lag auch die Leitzentrale der Feuerwehr und ihr Material. 1723 stellte man bei einer Überprüfung fest, dass ausgerechnet das Rathaus zu den brandgefährdeten Gebäuden der Stadt gehörte. Hier kam erstmals die Forderung nach einer baulichen Veränderung des Gebäudes auf.

## Neubau
Der ab 1899 amtierende Bürgermeister Stephan Bierner brachte in einer Denkschrift drei Vorschläge für die Lösung des Problems vor. Neben dem Neubau am Marienplatz, standen auch der Umzug in zwei andere Gebäude zur Wahl. Aus verschiedenen Gründen (Größe der Gebäude, Baukosten) kam schließlich nur der Neubau in Frage. Am 23. Oktober 1903 stimmten beide Stadtgremien dem Neubau zu. Im Gegensatz zum Vorgängerbau sollte das neue Gebäude keine Schranne mehr beinhalten. Dies geschah aufgrund des seit Jahren zurückgehenden Handelsaufkommens in der Schranne und der Tatsache, dass die Hallertauer Lokalbahn im Bau war, die das Freisinger Hinterland direkt an die Märkte anband.
Aus dem Architekturwettbewerb ging Günther Blumentritt aus München als Sieger hervor. Er orientierte sich bei seinen Entwürfen, dem Zeitgeschmack des Historismus entsprechend, an den Rathausbauten der Renaissance. Im Februar 1904 begann man mit den Abrissarbeiten am alten Rathaus, die nur wenige Wochen dauerten. Die Stadtverwaltung bezog das Gebäude Mitte Dezember 1905. Der große Sitzungssaal und die Amtszimmer des Bürgermeisters wurden erst Anfang 1907 fertiggestellt, da die Inneneinrichtung der Zimmer zuvor noch auf einer Ausstellung in Nürnberg gezeigt wurden.

## Architektur
Das Rathaus ist ein dreigeschoßiges Eckgebäude an der Westseite des Marienplatzes. Die zum Marienplatz zeigende Ostseite des Gebäudes wird von einem zweistöckigen Erker dominiert. Den Dreiecksgiebel dieser Seite ziert ein Wandgemälde mit Maria und Jesukind (Patrona Bavariae) und Korbinian. Zwischen diesen Personen befindet sich eine Uhr. Der Haupteingang befindet sich an der Südseite des Gebäudes, hin zur Oberen Hauptstraße. Den Türbogen krönt das Freisinger Stadtwappen. Weiter westlich wurde eine Sonnenuhr angebracht. Das Gemälde dieser Uhr, wie auch das am Giebel der Ostseite stammt von Otto Lohr und entstanden 1907.

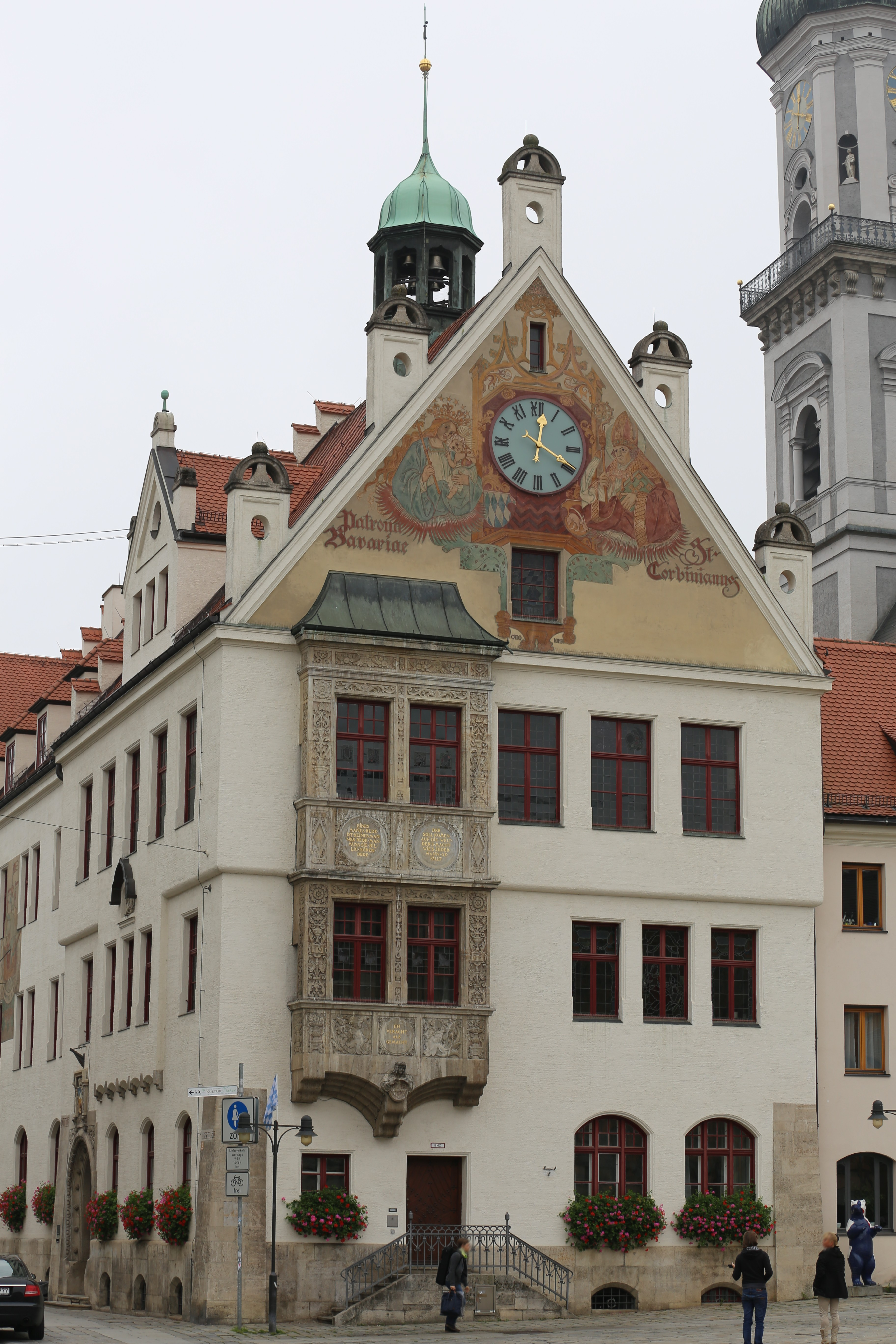
Rathaus (Vorderfront)
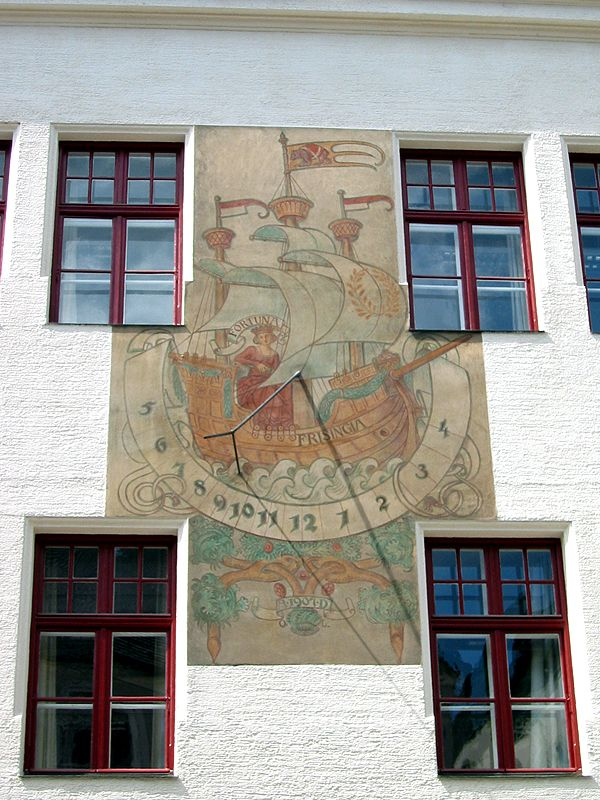
Sonnenuhr am Rathaus (Fortuna auf dem Schiff Frisingia)
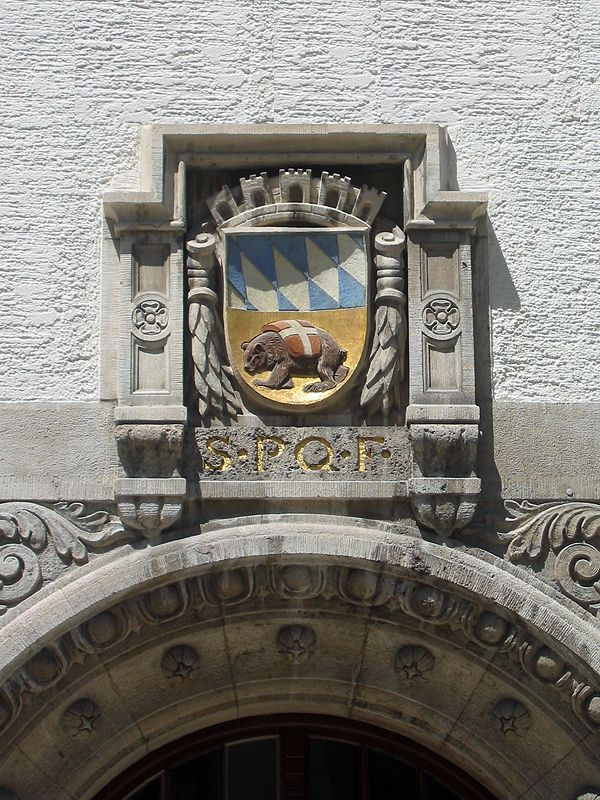
Wappen der Stadt Freising am Rathaus

## Glockenspiel
Das im Rathausturm angebrachte Glockenspiel erklingt zweimal täglich, um 11:55 Uhr und 16:55 Uhr. Die Melodie stammt vom Freisinger Komponisten und Musikpädagogen Philipp Weigl.